# Porta Ardeatina

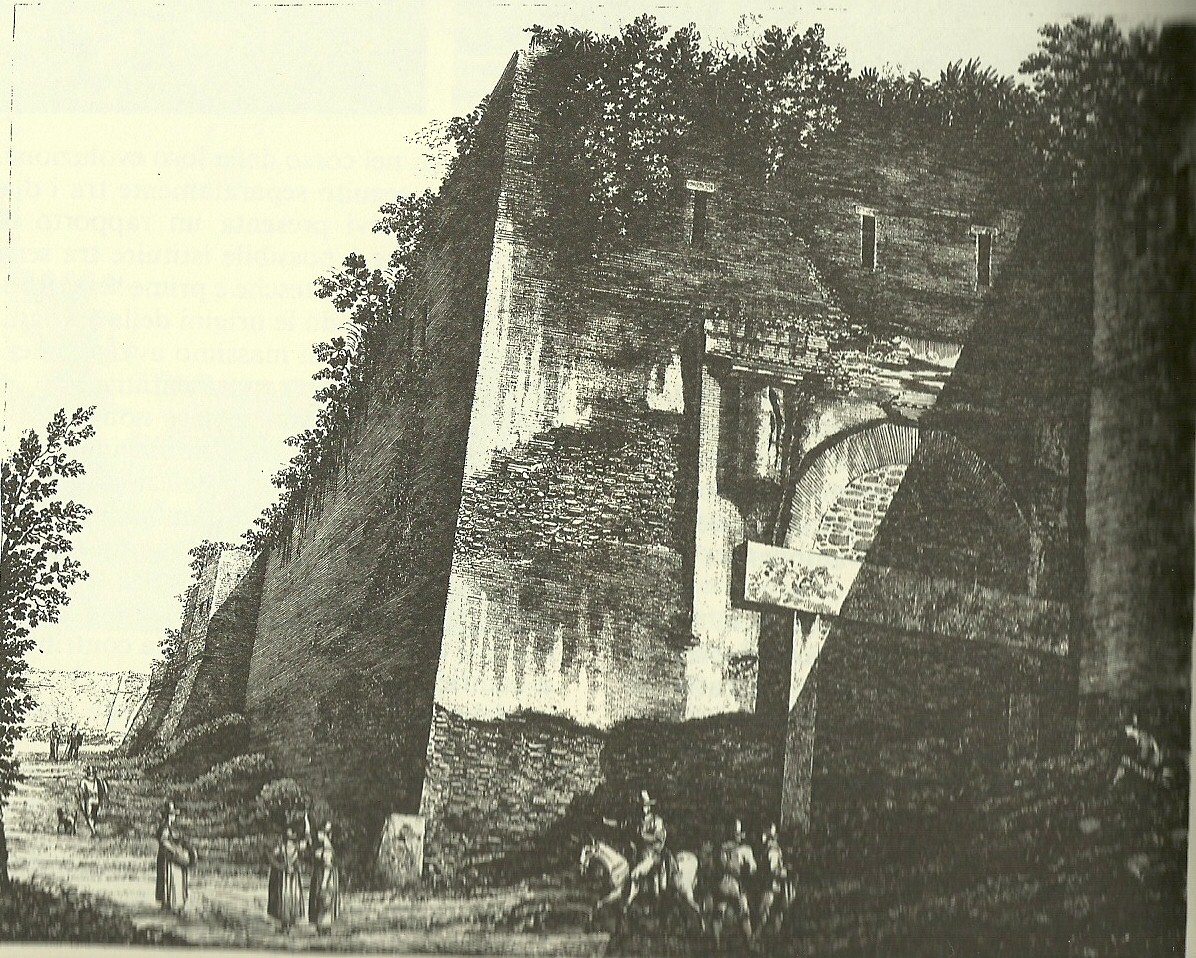
La porta in un'incisione del Rossini

La Porta Ardeatina era una delle porte che si aprivano nelle Mura aureliane di Roma.
Si trova nella zona intermedia tra la Porta Appia (o Porta San Sebastiano) e la Porta San Paolo, nelle vicinanze dei moderni fornici aperti per il passaggio della via Cristoforo Colombo. Chiusa probabilmente molto presto (già nell'VIII secolo non viene più citata), ciò che resta oggi consente di classificarla come poco più di una posterula, incorniciata in travertino, la cui caratteristica più interessante è data dalla presenza, sia all'esterno che all'interno del muro, di un tratto di strada lastricata di epoca romana, in cui sono visibili i segni lasciati dal traffico dei carri, che doveva essere abbastanza sostenuto.
Priva di torri di difesa, si ovviò a tale carenza realizzando una sporgenza del muro che, in tal modo, poteva fungere da piccolo bastione.
Secondo una testimonianza dell'umanista e storico Poggio Bracciolini, anche sulla Porta Ardeatina era affissa la solita lapide commemorativa che ricordava il restauro operato dall'imperatore Onorio nel 401-403. In tal caso potrebbe non essere un semplice passaggio secondario, ma piuttosto una vera e propria porta con un solo fornice.
Nelle immediate vicinanze della porta, sul lato interno, sono visibili tracce di una tomba inglobata nel muro, secondo quel progetto dell'imperatore Aureliano in base al quale, per risparmiare e per accelerare i tempi di edificazione della cinta muraria, vennero inserite nel muro stesso strutture preesistenti.